# Paeonia tenuifolia
Paeonia tenuifolia is een plant uit de pioenfamilie (Paeoniaceae). De wetenschappelijke naam werd gepubliceerd door Carl Linnaeus in zijn Systema naturae van 1759.

## Voorkomen
Paeonia tenuifoliia komt voor in het zuiden van Europees Rusland, Oekraïne, Georgië, Azerbeidzjan, de Balkan, Klein-Azië en het noordwesten van Iran. De soort groeit voornamelijk op vedergras- en kruidenrijke steppen, puinhellingen of aan de randen van lichte eikenbossen. Wordt waargenomen tot op hoogten van 1.350 meter boven zeeniveau.

## Synoniem
- Paeonia biebersteiniana Rupr.[1]
- Paeonia carthalinica Ketsk.[1]
- Paeonia hybrida Pall.[1]
- Paeonia lithophila Kotov[1]
- Paeonia multifida Gueldenst.[1]